# Liste von Persönlichkeiten der alten Universität Löwen

Wappen der alten Universität Löwen (1425–1797)

Die Universität Löwen wurde im Jahre 1425 als studium generale und erste Hochschule auf brabantisch-burgundischen Gebiet gegründet. Sie entwickelte sich rasch zu einer der größten und angesehensten Europas und war kulturelles und wissenschaftliches Zentrum der südlichen Niederlande. Nachdem die österreichischen Niederlande im Frieden von Campo Formio 1797 formell an Frankreich abgetreten worden waren, wurde die Universität Löwen, wie alle die andere Universitäten in der französischen Republik, im Rahmen der Modernisierung der Hochschulbildung aufgelöst.
Das Archiv und Handschriften der Universität Löwen sind bis heute vollständig geblieben und sind seit 2013 in „the Memory of the World Register“ (Weltdokumentenerbe) eingeschrieben.

## A
| Bild            | Person                         | Tätigkeit                                                        | Verbindung zur Universität Löwen                          |
| --------------- | ------------------------------ | ---------------------------------------------------------------- | --------------------------------------------------------- |
|                 | Matthäus Adriani († nach 1521) | jüdischer Hebraist                                               | Professor für Hebraistik (1517–1520)                      |
| Rudolf Agricola | Rudolf Agricola (1443/44–1485) | frühhumanistischer niederländischer Schriftsteller und Gelehrter | Studium                                                   |
| Rudolf Agricola | Valerius Andreas (1588–1655)   | Literaturhistoriker und Rechtswissenschaftler                    | Professor des Hebräischen und Professor der Institutionen |

## B
| Bild                      | Person                                   | Tätigkeit                                                                            | Verbindung zur Universität Löwen                                                |
| ------------------------- | ---------------------------------------- | ------------------------------------------------------------------------------------ | ------------------------------------------------------------------------------- |
|                           | Claude Baduel (1491–1561)                | reformierter Geistlicher und Hochschullehrer                                         | Studium                                                                         |
|                           | Michael Bajus (1513–1589)                | katholischer Theologe                                                                | Professor für Theologie (ab 1551) Kanzler (ab 1578)                             |
|                           | Caspar Anton von Belderbusch (1722–1784) | Deutschordensritter und Premierminister in Kurköln                                   | Studium der Rechtswissenschaften (bis 1741)                                     |
|                           | Alphonsus de Berghes (1624–1689)         | Jurist, Philosoph und Bischof                                                        | Studium                                                                         |
|                           | Guillaume de Berghes (1551–1609)         | Theologe und Erzbischof                                                              | Studium                                                                         |
|                           | Louis de Blois (1506–1566)               | französischer Benediktiner, Reformator des Benediktinerordens und mystischer Dichter | Studium der Theologie                                                           |
| Jacobus Boonen            | Jacobus Boonen (1573–1655)               | Jurist und Erzbischof von Mechelen                                                   | Studium                                                                         |
|                           | François Buisseret (1549–1615)           | Bischof von Namur und Fürsterzbischof von Cambrai                                    | Studium der Philosophie, der Theologie und der Rechte Professor der Philosophie |
| van der Burch             | François van der Burch (1567–1644)       | Bischof von Gent, Fürsterzbischof von Cambrai                                        | Studium                                                                         |
|                           | Nicolas de Bourgogne (1586–1649)         | Staatsmann, Dichter, Historiker und Rechtswissenschaftler                            | Studium der Rechtswissenschaft                                                  |
| Ogier Ghislain de Busbecq | Ogier Ghislain de Busbecq (1522–1592)    | Humanist und Diplomat                                                                | Studium                                                                         |

## C
| Bild                      | Person                                | Tätigkeit                                                                           | Verbindung zur Universität Löwen                         |
| ------------------------- | ------------------------------------- | ----------------------------------------------------------------------------------- | -------------------------------------------------------- |
| Juan Caramuel y Lobkowitz | Juan Caramuel y Lobkowitz (1606–1682) | spanischer katholischer Geistlicher, Philosoph, Theologe, Astronom und Mathematiker | Promotion in Theologie (1638)                            |
| Georg Cassander           | Georg Cassander (1513–1566)           | deutscher Theologe und Humanist in der Renaissance                                  | Studium                                                  |
| Boudewijn Cats            | Boudewijn Cats (1601–1663)            | römisch-katholischer Bischof                                                        | Lizenziat der Theologie, Magister der Künste             |
|                           | Rudolf Clenck (1528–1578)             | deutscher katholischer Theologe                                                     | Lizenziat der Rechtswissenschaften Studium der Theologie |
| Nicolaes Cleynaerts       | Nicolaes Cleynaerts (1493–1542)       | belgischer Humanist, Theologe, Grammatiker, Orientalist und Semitist                | Studium der Theologie                                    |
|                           | Johan Coolen (um 1668–1729)           | Priester im Deutschen Orden                                                         | Studium (ab 1685)                                        |
| Johannes Corputius        | Johannes Corputius (1542–1611)        | niederländischer Ingenieur, Militärführer und Kartograph                            | Studium (um 1558)                                        |
|                           | Abraham Culvensis (um 1509–1546)      | Jurist und Reformator Litauens                                                      | Studium                                                  |

## D
| Bild            | Person                             | Tätigkeit                                                                                             | Verbindung zur Universität Löwen |
| --------------- | ---------------------------------- | --- | -------------------------------- |
| John Dee        | John Dee (1527–1608)               | englischer Mathematiker, Astronom, Astrologe, Geograph, Mystiker und Berater von Königin Elisabeth I. |                                  |
|                 | Frans van der Dilft (um 1500–1550) | Botschafter von Karl V. bei Heinrich VIII. und Eduard VI. in England                                  | Studium (ab 1514)                |
| Rembert Dodoens | Rembert Dodoens (1516/17–1585)     | flämischer Botaniker und Arzt                                                                         | Studium                          |

## E
| Bild                  | Person                               | Tätigkeit | Verbindung zur Universität Löwen |
| --------------------- | ------------------------------------ | --- | --- |
| Charles de l’Écluse   | Charles de l’Écluse (1526–1609)      | niederländischer Gelehrter, Arzt und Botaniker                                                                  | Studium der Rechtswissenschaften und Philosophie (1546–1548) Lizenziat in Rechtswissenschaften (1548)                                              |
|                       | Nikolaus Elgard (um 1547–1587)       | Weihbischof der Katholischen Kirche, führende Person der Gegenreformation in Erfurt                             | Studium der Philosophie |
|                       | Diego de Enzinas (ca. 1520–1547)     | Gelehrter spanischer Herkunft                                                                                   | Studium (ab 1538) |
|                       | Francisco de Enzinas (1518–1552)     | spanischer Humanist und Protestant, übersetzte als erster das Neue Testament aus dem Griechischen ins Spanische | Studium (um 1539) |
|                       | Simon Peter Ernst (1744–1817)        | katholischer Ordensgeistlicher der Abtei Rolduc und Geschichtsschreiber                                         | Studium und Promotion zwischen 1765 und 1769 |
| Erasmus von Rotterdam | Erasmus von Rotterdam (1465/69–1536) | Humanist | Erasmus von Rotterdam wirkte im Herbst 1502 und in dem Jahr 1517 in Löwen, und wieder von 1518 bis 1521 manchmal in Löwen, aber war nie Professor. |

## F
| Bild          | Person                                     | Tätigkeit                                               | Verbindung zur Universität Löwen                                                                                          |
| ------------- | ------------------------------------------ | ------------------------------------------------------- | --- |
|               | Dietrich Flade (1534–1589)                 | Jurist, kurfürstlicher Rat, Richter und Stadtschultheiß | Studium der Rechtswissenschaften                                                                                          |
|               | Rudolf von und zu Frankenstein (1523–1560) | Fürstbischof von Speyer                                 | Studium |
| Gemma Frisius | Gemma R. Frisius (1508–1555)               | Mathematiker, Kartograf und Instrumentenbauer           | Studium der Medizin, Mathematik und Astronomie (ab 1526) Promotion in Medizin (1536) Professor für Medizin und Mathematik |

## G
| Bild                          | Person                                    | Tätigkeit                                                 | Verbindung zur Universität Löwen                                                              |
| ----------------------------- | ----------------------------------------- | --------------------------------------------------------- | --------------------------------------------------------------------------------------------- |
|                               | Andreas von Gail (1526–1587)              | kölnischer Kanzler, Staatsmann und Rechtsgelehrter        | Studium der Rechtswissenschaften                                                              |
| Marin Getaldić                | Marin Getaldić (1568–1626)                | Mathematiker und Physiker                                 | Studium                                                                                       |
|                               | Arnold Geulincx (1624–1669)               | flämisch-niederländischer Theologe, Logiker und Philosoph | Studium (bis 1646) Dekan der Philosophischen Fakultät (1652–1658) Promotion in Medizin (1658) |
|                               | Gerhard Geldenhauer (1482–1542)           | Humanist, lutherischer Theologe und Reformator            | Studium                                                                                       |
| Antoine Perrenot de Granvelle | Antoine Perrenot de Granvelle (1517–1586) | Kardinal und Minister in den Spanischen Niederlanden      | Studium der Theologie                                                                         |

## H
| Bild                   | Person                               | Tätigkeit                                         | Verbindung zur Universität Löwen |
| ---------------------- | ------------------------------------ | ------------------------------------------------- | --- |
| Hadrian VI.            | Hadrian VI. (1459–1523)              | Papst                                             | Studium der Philosophie, Theologie und des Kirchenrechts (ab 1476) Lizenziat in Theologie (1490) Promotion in Theologie (1491) Professor für Theologie (ab 1493) Rektor (1493–1494 und 1501–1502) Kanzler (1493–1501) |
| Sigmund von Haimhausen | Sigmund von Haimhausen (1708–1793)   | bayerischer Jurist, Beamter und Unternehmer       | Studium des öffentlichen Rechts |
| Johannes Hauchin 1725  | Johannes Hauchin (1527–1589)         | Erzbischof von Mechelen                           | Studium |
|                        | Nikolaus Heyendal (1658–1733)        | Abt der Abtei Rolduc und Anhänger des Jansenismus | ab 1681 Studium der Rechte, der alten Sprache und der Theologie |
|                        | Jean Hessels (1522–1566)             | Theologe, Teilnehmer des Konzils von Trient       | ab 1562 Professor der Theologie |
|                        | Heymericus de Campo (um 1395–1460)   | spätmittelalterlicher Scholastiker                | Professor für Theologie (bis 1460) |
|                        | Jakob van Hoogstraten (um 1460–1527) | päpstlicher Inquisitor zur Zeit der Reformation   | Studium |
| Joachim Hopper         | Joachim Hopper (1523–1576)           | Jurist und Staatsmann                             | Studium, Promotion und 1554 Professur der Pandeken |
| Lambertus Hortensius   | Lambertus Hortensius (um 1500–1574)  | Humanist und Geistlicher                          | Studium |
| Mathias Hovius         | Mathias Hovius (1542–1620)           | Erzbischof von Mechelen                           | Studium |
|                        | Augustinus Hunnäus (1521–1577/1578)  | Philosoph und Theologe                            | Studium der Theologie und Promotion Professor der Theologie |

## I
| Bild           | Person                     | Tätigkeit                        | Verbindung zur Universität Löwen |
| -------------- | -------------------------- | -------------------------------- | -------------------------------- |
| Jan Ingenhousz | Jan Ingenhousz (1730–1799) | holländischer Arzt und Botaniker | Studium der Medizin              |

## J
| Bild                               | Person                                         | Tätigkeit                                                            | Verbindung zur Universität Löwen                                  |
| ---------------------------------- | ---------------------------------------------- | -------------------------------------------------------------------- | ----------------------------------------------------------------- |
| Cornelius Jansen                   | Cornelius Jansen (1585–1638)                   | niederländischer Theologe                                            | Studium der Theologie (1602–1604) Professor für Exegese (ab 1630) |
| Andreas von Jerin                  | Andreas von Jerin (1540/41–1596)               | Bischof von Breslau und kaiserlicher Gesandter                       | Studium der Theologie (ab 1563)                                   |
| Julius (Braunschweig-Wolfenbüttel) | Julius (Braunschweig-Wolfenbüttel) (1528–1589) | Herzog zu Braunschweig-Lüneburg, Fürst von Braunschweig-Wolfenbüttel | Studium                                                           |

## K
| Bild | Person                                   | Tätigkeit                                           | Verbindung zur Universität Löwen |
| ---- | ---------------------------------------- | --------------------------------------------------- | -------------------------------- |
|      | Bartholomäus Kleindienst (vor 1530–1560) | deutscher Dominikaner, Theologe und Hochschullehrer | Student in Löwen                 |

## L
| Bild                  | Person                                  | Tätigkeit                                                               | Verbindung zur Universität Löwen                                                                       |
| --------------------- | --------------------------------------- | ----------------------------------------------------------------------- | --- |
|                       | Cornelius a Lapide (1567–1637)          | Jesuit und Theologe                                                     | Professor für Exegese (1598–1616)                                                                      |
| Leonard Lessius       | Leonhardus Lessius (1554–1623)          | niederländischer Dogmatiker und Theologe, Arbeiten zur Wirtschaftsethik | Studium (ab 1568) Professor der Theologie (1585–1600)                                                  |
|                       | Johann VI. von der Leyen (um 1510–1567) | Erzbischof und Kurfürst von Trier                                       | Studium                                                                                                |
|                       | Johann von Lieser (ca. 1400–1459)       | Diplomat, Jurist, Berater u. a. der Bischöfe von Mainz und Trier        | Professor für kanonisches Recht, Rektor (1456–1459)                                                    |
| Wilhelm Lindanus 1588 | Wilhelm Damasi Lindanus (1525–1588)     | Inquisitor, Hochschullehrer und Bischof                                 | Studium der Theologie und Philosophie Promotion zum Doktor der Theologie 1556                          |
| Justus Lipsius        | Justus Lipsius (1547–1606)              | niederländischer Rechtsphilosoph und Philologe                          | Studium der Rechtswissenschaften (ab 1563) Professor (1576–1578 und ab 1592)                           |
|                       | Christian Lupus (1611/1612–1681)        | römisch-katholischer Theologe                                           | Studium der Theologie und Philosophie (1842 Lizenziat, 1853 Promotion) Professor der Theologie ab 1662 |

## M
| Bild                        | Person                                  | Tätigkeit                                                                                     | Verbindung zur Universität Löwen                                                                             |
| --------------------------- | --------------------------------------- | --------------------------------------------------------------------------------------------- | --- |
| Johannes Magnus             | Johannes Magnus (1488–1544)             | schwedischer Geistlicher und letzter katholischer Erzbischof vor der schwedischen Reformation | Studium der Theologie (ab 1506)                                                                              |
| Johannes Malderus           | Johannes Malderus (1563–1633)           | katholischer Theologe, Bischof und Hochschullehrer                                            | Studium der Theologie 1584 Dozent der Philosophie 1594 Promotion in Theologie ab 1596 Professor; 1602 Rektor |
| Gerhard Mercator            | Gerhard Mercator (1512–1594)            | Mathematiker, Geograph, Philosoph, Theologe und Kartograf                                     | Studium (1530–1532)                                                                                          |
| Clemens August von Merle    | Clemens August von Merle (1732–1810)    | Weihbischof in Köln                                                                           | Studium der Rechtswissenschaften (bis 1757)                                                                  |
| Johannes Petrus Minckeleers | Johannes Petrus Minckeleers (1748–1824) | niederländischer Wissenschaftler und Erfinder                                                 | Studium Professor für Naturwissenschaften                                                                    |
| Aubertus Miraeus            | Aubertus Miraeus (1573–1640)            | Kirchenhistoriker und Geistlicher                                                             | Studium |
| Johannes Miraeus            | Johannes Miraeus (1560–1611)            | Bischof von Antwerpen                                                                         | Studium |
| Sebastian Münster           | Sebastian Münster (1488–1552)           | Kosmograph, Humanist und Hebraist                                                             | Studium (1507)                                                                                               |

## N
| Bild             | Person                                  | Tätigkeit                                                                                              | Verbindung zur Universität Löwen                   |
| ---------------- | --------------------------------------- | --- | -------------------------------------------------- |
|                  | Joseph Nasi (1524–1579)                 | jüdischer Diplomat, Bankier und Finanzexperte am Hof der osmanischen Sultane Süleyman I. und Selim II. | Studium                                            |
| Charles Nerinckx | Charles Nerinckx (1761–1824)            | flämischer Missionspriester in den USA, „Apostel von Kentucky“                                         | Studium der Philosophie und Theologie              |
| Wilhelm Nesen    | Wilhelm Nesen (1492–1524)               | deutscher Humanist und Pädagoge                                                                        | Studium Professor am Collegium trilingue (ab 1518) |
|                  | August Sebastianus Nouzenus (1503–1536) | Hebraist, Professor und Rektor                                                                         | Studium, Magister, Hochschullehrer                 |

## O
| Bild | Person                               | Tätigkeit                                                          | Verbindung zur Universität Löwen         |
| ---- | ------------------------------------ | ------------------------------------------------------------------ | ---------------------------------------- |
|      | Andreas Felix von Oefele (1706–1780) | deutscher Historiker und Bibliothekar                              | Studium der Geschichte und der Theologie |
|      | Krzysztof Opaliński (1611–1655)      | polnischer Adliger, Beamter im Staatsdienst, Politiker und Dichter | Studium (zwischen 1626 und 1630)         |

## P
| Bild | Person                                 | Tätigkeit                                                  | Verbindung zur Universität Löwen |
| ---- | -------------------------------------- | ---------------------------------------------------------- | -------------------------------- |
|      | Stephanus Winandus Pighius (1520–1604) | Prinzenerzieher am Hofe Wilhelms des Reichen in Düsseldorf | Studium und Promotion            |
|      | Valérand Poullain (um 1520–1558)       | reformierter Geistlicher der Reformationszeit              | Studium, Magister                |

## Q
| Bild | Person | Tätigkeit | Verbindung zur Universität Löwen |
| ---- | ------ | --------- | -------------------------------- |

## R
| Bild                 | Person                                        | Tätigkeit                                                           | Verbindung zur Universität Löwen |
| -------------------- | --------------------------------------------- | ------------------------------------------------------------------- | -------------------------------- |
| Pedro de Ribadeneira | Pedro de Ribadeneira (1527–1611)              | spanischer Jesuit, Ordenspolitiker und -Historiker                  | Studium                          |
|                      | Joachim Sterck van Ringelbergh (um 1499–1531) | flämischer Universalgelehrter, Humanist, Mathematiker und Astrologe | Studium (um 1519–1528)           |
|                      | Philipp von Rodenstein (1564–1604)            | Bischof von Worms                                                   | Studium                          |
| Philippus Rovenius   | Philippus Rovenius (um 1574–1651)             | römisch-katholischer Bischof                                        | Studium der Theologie            |

## S
| Bild                                       | Person                                                 | Tätigkeit                                                                                       | Verbindung zur Universität Löwen                                                                                                 |
| ------------------------------------------ | ------------------------------------------------------ | ----------------------------------------------------------------------------------------------- | --- |
| Grégoire de Saint-Vincent                  | Grégoire de Saint-Vincent (1584–1667)                  | flämischer Mathematiker und Jesuit                                                              | Professor für Mathematik (1621–1625)                                                                                             |
|                                            | Nicholas Sanders (1530–1581)                           | englischer katholischer Theologe und Polemiker                                                  | Professor für Theologie (1565–1572)                                                                                              |
|                                            | Jean Sarazin (1539–1598)                               | Erzbischof von Cambrai und Abt von Saint-Vaast in Arras                                         | Studium der Theologie |
|                                            | Adolf III. von Schaumburg (1511–1556)                  | Erzbischof des Erzbistums Köln                                                                  | Studium (ab 1522) |
|                                            | Jean Scheyfve (1515–1581)                              | Botschafter von Karl V. bei Eduard VI. in England                                               | Doktor der Rechtswissenschaft (1530)                                                                                             |
| Damian Hugo Philipp von Schönborn-Buchheim | Damian Hugo Philipp von Schönborn-Buchheim (1676–1743) | Kardinal und Fürstbischof von Speyer und Konstanz                                               | Studium |
| Andreas Schott                             | Andreas Schott (1552–1629)                             | Jesuit, Linguist und Hochschullehrer                                                            | Studium |
| Johannes Sleidanus                         | Johannes Sleidanus (1506–1556)                         | deutscher Jurist und Diplomat                                                                   | Studium am Collegium Trilingue                                                                                                   |
| Franciscus Sonnius                         | Franciscus Sonnius (1506–1576)                         | erster römisch-katholischer Bischof von Antwerpen                                               | Studium der katholischen Theologie und Philosophie Promotion in der Theologie (1539) Professor für Kontroverstheologie (ab 1544) |
| Franz Wilhelm von Spiegel                  | Franz Wilhelm von Spiegel (1752–1815)                  | westfälischer Adeliger, Anhänger der Aufklärung, Beamter und Minister des kurkölnischen Staates | Studium der Rechtswissenschaften                                                                                                 |
| Johannes Stadius                           | Johannes Stadius (1527–1579)                           | Astronom, Astrologe und Mathematiker                                                            | Studium der Mathematik, Geographie und Geschichte                                                                                |
|                                            | Thomas Stapleton (1535–1598)                           | englischer Kontroverstheologe und Autor                                                         | Studium der Griechischen Sprache (1559) Professor für Theologie (ab 1590)                                                        |
|                                            | Gottfried Steegh (1550–1609)                           | niederländischer Mediziner                                                                      | Studium |
| Samuel Stryk                               | Samuel Stryk (1640–1710)                               | deutscher Jurist                                                                                | Studium |
|                                            | Johannes Sturm (1507–1589)                             | Humanist und Schulreformer, Gelehrter und Pädagoge                                              | Studium |

## T
| Bild | Person | Tätigkeit | Verbindung zur Universität Löwen |
| ---- | ------ | --------- | -------------------------------- |

## V
| Bild                    | Person                              | Tätigkeit                                                                 | Verbindung zur Universität Löwen                           |
| ----------------------- | ----------------------------------- | ------------------------------------------------------------------------- | ---------------------------------------------------------- |
|                         | Joseph Van Crombrugghe (1770–1842)  | Jurist und liberaler Politiker                                            | Studium der Rechtswissenschaften Promotion (1792)          |
| Alexander II. von Velen | Alexander II. von Velen (1599–1675) | Kaiserlicher Feldmarschall der katholischen Liga im Dreißigjährigen Krieg | Studium (um 1615/1616)                                     |
| Andreas Vesalius        | Andreas Vesalius (1514–1564)        | flämischer Anatom, gilt als Begründer der neuzeitlichen Anatomie          | Studium der Sprachen, Wissenschaften und Medizin (ab 1530) |
| Arnold de Ville         | Arnold de Ville (1653–1722)         | wallonischer Ingenieur                                                    | Studium der Rechtswissenschaften                           |
| Juan Luís Vives         | Juan Luís Vives (1492–1540)         | spanischer Humanist, Philosoph und Lehrer                                 | Professor                                                  |
| Sasbout Vosmeer         | Sasbout Vosmeer (1548–1614)         | römisch-katholischer Bischof                                              | Student                                                    |

## W
| Bild                 | Person                           | Tätigkeit                               | Verbindung zur Universität Löwen                     |
| -------------------- | -------------------------------- | --------------------------------------- | ---------------------------------------------------- |
| Joannes Wachtendonck | Joannes Wachtendonck (1592–1668) | Theologe und Erzbischof                 | Studium der Theologie (bis 1616)                     |
| Matthias Wesenbeck   | Matthias Wesenbeck (1531–1586)   | flämischer Jurist                       | Studium der Rechtswissenschaften (1545–1550)         |
|                      | Jan van Woerden (1499–1525)      | niederländischer evangelischer Märtyrer | Studium der septem artes liberales und der Theologie |

## Y
| Bild | Person | Tätigkeit | Verbindung zur Universität Löwen |
| ---- | ------ | --------- | -------------------------------- |

## Z
| Bild                         | Person                                   | Tätigkeit                                                                               | Verbindung zur Universität Löwen                                        |
| ---------------------------- | ---------------------------------------- | --------------------------------------------------------------------------------------- | ----------------------------------------------------------------------- |
| Froben Christoph von Zimmern | Froben Christoph von Zimmern (1519–1566) | Verfasser der „Zimmerischen Chronik“ und Mitglied der schwäbischen Adelsfamilie Zimmern | Studium (1537–1539)                                                     |
| Viglius Zuichemus            | Viglius Zuichemus (1507–1577)            | niederländischer Jurist und Botschafter von Karl V.                                     | Studium der Rechtswissenschaften                                        |
|                              | Franz van den Zype (1580–1650)           | flämischer Kanoniker und Kirchenrechtler                                                | Magister in Philosophie (1599) Promotion in Rechtswissenschaften (1604) |

## Noten
1. ↑  Marc Nelissen, Leuven, Rom en Brabant. In: Nelissen, Roegiers, van Mingroot, De stichtingsbul van de Leuvense universiteit, 1425-1914. Universitaire Pers Leuven, Löwen 2000, ISBN 90-5867-070-8, S. 70: „de universiteit voerde het stadswapen van Leuven, een dwarsbalk van zilver op een veld van keel, maar voegde in de rechter bovenhoek van het schild een nimbus toe van waaruit een hand een opengeslagen boek aanreikte.“
2. ↑  The Archives of the University of Leuven (1425–1797): University Heritage of Global Significance, auf unesco.org

## Quelle
Dieser Artikel ist eine Spaltung von Liste der Alumni der Katholischen Universität Löwen. Siehe liste der Autoren in der Diskussion Seite.